# Stephan Mutter
Stefan Mutter (Basilea, Suiza, 30 de octubre de 1956) es un ciclista profesional suizo ya retirado. 

## Palmarés
1977
- 1 etapa del Gran Premio Guillermo Tell
- 1 etapa del Tour del Porvenir

1978
- Giro del Mendrisiotto
- 3.º en el Campeonato del mundo en contrarreloj por equipos

1981
- Tour del Mediterráneo, más 1 etapa
- Campeonato de Suiza en Ruta

1982
- 1 etapa del Tour de Francia
- Clasificación por puntos de la Vuelta a España

1983
- 2.º en el Campeonato de Suiza en Ruta

1984
- 1 etapa del Giro de Italia
- 1 etapa de la Settimana Coppi e Bartali

## Resultados en las grandes vueltas
| Carrera         | 1979 | 1980 | 1981 | 1982 | 1983 | 1984 | 1985 | 1986 | 1987 | 1988 | 1989 | 1990 |
| --------------- | ---- | ---- | ---- | ---- | ---- | ---- | ---- | ---- | ---- | ---- | ---- | ---- |
| Giro de Italia  | -    | -    | 39.º | -    | 42.º | 33.º | 44.º | -    | -    | -    | -    | -    |
| Tour de Francia | 75.º | -    | -    | 21.º | -    | -    | Ab.  | -    | Ab.  | -    | -    | -    |
| Vuelta a España | -    | -    | -    | 7.º  | -    | -    | -    | 19.º | -    | -    | -    | -    |
| Mundial en Ruta | 33.º | -    | 8.º  | 12.º | 10.º | -    | -    | -    | -    | -    | -    | -    |